# Puchar Algarve
Puchar Algarve (ang. Algarve Cup) – prestiżowy gościnny turniej piłki nożnej kobiet rozgrywany corocznie od 1994 roku w portugalskim rejonie Algarve. Wydarzenie to ma rangę porównywalną do Mistrzostw Świata i turnieju olimpijskiego. Nie ma odpowiednika w piłce nożnej mężczyzn.

## Przebieg turnieju
Zostały po raz pierwszy zorganizowane w roku 1994. W turnieju finałowym 1994 uczestniczyły reprezentacje Danii, Finlandii, Norwegii, Portugalii, Stanów Zjednoczonych i Szwecji. Najpierw 6 drużyn zostały podzielone na 2 grupy, a potem drużyny z 3 miejsc w grupie walczyły w meczu o 5 miejsce, wicemistrzowie grup grali w meczu o 3 miejsce a zwycięzcy grup w meczu finałowym wyłoniły mistrza. Pierwszy turniej wygrała reprezentacja Norwegii.
Obecnie organizatorzy zapraszają 12 zespołów, lecz tylko najwyżej notowana ósemka, podzielona na grupy A i B, walczy o zwycięstwo. Grupę C dodano w 2002 roku, dzięki czemu drużyny znajdujące się niżej w światowym rankingu mogą nabierać doświadczenia na ogólnoświatowej imprezie. Po rozgrywkach grupowych następuje seria meczów o poszczególne miejsca:
- o 11. miejsce walczą dwie najsłabsze drużyny grupy C
- o 9. miejsce walczy drużyna z 2. miejsca w grupie C z 4. drużyną grupy A lub B (tą o gorszym dorobku)
- o 7. miejsce walczy zwycięzca grupy C z 4. drużyną grupy A lub B (tą o lepszym dorobku)
- o 5. miejsce walczą trzecie drużyny grup A i B
- o 3. miejsce walczą drugie drużyny grup A i B (¹)
- o 1. miejsce walczą zwycięzcy grup A i B (¹)

(¹) wcześniej o miejsca od 1. do 4. drużyny walczyły w dwu etapach: najpierw półfinały A1-B2 i A2-B1, później przegrane zespoły rozgrywały mecz o 3. miejsce, a zwycięzcy o 1.

## Medaliści Pucharu Algarve
| 1994 Szczegóły | Norwegia | 1:0 | Stany Zjednoczone                                                                                               | Szwecja | 1:0 | Dania | 6  |
| 1995 Szczegóły | Szwecja | 3:2 po dogr. | Stany Zjednoczone                                                                                               | Dania | 3:3 po dogr. karne 4:2                                                                                          | Norwegia | 8  |
| 1996 Szczegóły | Norwegia | 4:0 | Szwecja | Chiny | 2:1 | Dania | 8  |
| 1997 Szczegóły | Norwegia | 1:0 | Chiny | Szwecja | 0:0 karne 6:5                                                                                                   | Dania | 8  |
| 1998 Szczegóły | Chiny | 4:1 | Stany Zjednoczone                                                                                               | Dania | 3:1 | Szwecja | 8  |
| 1999 Szczegóły | Norwegia | 2:1 | Stany Zjednoczone                                                                                               | Norwegia | 2:2 po dogr. karne 4:1                                                                                          | Dania | 8  |
| 2000 Szczegóły | Stany Zjednoczone                                                                                               | 1:0 | Norwegia | Chiny | 1:0 | Szwecja | 8  |
| 2001 Szczegóły | Szwecja | 3:0 | Dania | Chiny | 5:1 | Kanada | 8  |
| 2002 Szczegóły | Chiny | 1:0 | Norwegia | Szwecja | 2:1 | Niemcy | 12 |
| 2003 Szczegóły | Stany Zjednoczone                                                                                               | 2:0 | Chiny | Norwegia | 1:0 | Francja | 12 |
| 2004 Szczegóły | Stany Zjednoczone                                                                                               | 4:1 | Norwegia | Francja | 3:3 karne 4:3                                                                                                   | Włochy | 12 |
| 2005 Szczegóły | Stany Zjednoczone                                                                                               | 1:0 | Niemcy | Francja | 3:2 | Szwecja | 12 |
| 2006 Szczegóły | Niemcy | 0:0 po dogr. karne 4:3                                                                                          | Stany Zjednoczone                                                                                               | Szwecja | 1:0 | Francja | 12 |
| 2007 Szczegóły | Stany Zjednoczone                                                                                               | 2:0 | Dania | Francja | 3:1 | Szwecja | 12 |
| 2008 Szczegóły | Stany Zjednoczone                                                                                               | 2:1 | Dania | Norwegia | 2:0 | Niemcy | 12 |
| 2009 Szczegóły | Szwecja | 1:1 karne 4:3                                                                                                   | Stany Zjednoczone                                                                                               | Dania | 1:0 | Niemcy | 12 |
| 2010 Szczegóły | Stany Zjednoczone                                                                                               | 3:2 | Niemcy | Szwecja | 2:0 | Chiny | 12 |
| 2011 Szczegóły | Stany Zjednoczone                                                                                               | 4:2 | Islandia | Japonia | 2:1 | Szwecja | 12 |
| 2012 Szczegóły | Niemcy | 4:3 | Japonia | Stany Zjednoczone                                                                                               | 4:0 | Szwecja | 12 |
| 2013 Szczegóły | Stany Zjednoczone                                                                                               | 2:0 | Niemcy | Norwegia | 2:2 po dogr. karne 3:2                                                                                          | Szwecja | 12 |
| 2014 Szczegóły | Niemcy | 3:0 | Japonia | Islandia | 2:1 | Szwecja | 12 |
| 2015 Szczegóły | Stany Zjednoczone                                                                                               | 2:0 | Francja | Niemcy | 2:1 | Szwecja | 12 |
| 2016 Szczegóły | Kanada | 2:1 | Brazylia | Islandia | 1:1 karne 6:5                                                                                                   | Nowa Zelandia                                                                                                   | 8  |
| 2017 Szczegóły | Hiszpania | 1:0 | Kanada | Dania | 1:1 karne 4:1                                                                                                   | Australia | 12 |
| 2018 Szczegóły | / Holandia i Szwecja                                                                                            | / Holandia i Szwecja                                                                                            | / Holandia i Szwecja                                                                                            | Portugalia | 2:1 | Australia | 12 |
| 2019 Szczegóły | Norwegia | 3:0 | Polska | Kanada | 0:0 karne 6:5                                                                                                   | Szwecja | 12 |
| 2020 Szczegóły | Niemcy | 3:0 (walkower)                                                                                                  | Włochy | Norwegia | 2:1 | Nowa Zelandia                                                                                                   | 8  |
| 2021 Szczegóły | Odwołane z powodu pandemii COVID-19                                                                             | Odwołane z powodu pandemii COVID-19                                                                             | Odwołane z powodu pandemii COVID-19                                                                             | Odwołane z powodu pandemii COVID-19                                                                             | Odwołane z powodu pandemii COVID-19                                                                             | Odwołane z powodu pandemii COVID-19                                                                             | —  |
| 2022 Szczegóły | Szwecja | 1:1 karne 6:5                                                                                                   | Włochy | Norwegia | 2:0 | Portugalia | 5  |
| 2023 Szczegóły | Nie odbył się ze względu na udział Portugalii w barażach kwalifikacyjnych do Mistrzostw Świata FIFA Kobiet 2023 | Nie odbył się ze względu na udział Portugalii w barażach kwalifikacyjnych do Mistrzostw Świata FIFA Kobiet 2023 | Nie odbył się ze względu na udział Portugalii w barażach kwalifikacyjnych do Mistrzostw Świata FIFA Kobiet 2023 | Nie odbył się ze względu na udział Portugalii w barażach kwalifikacyjnych do Mistrzostw Świata FIFA Kobiet 2023 | Nie odbył się ze względu na udział Portugalii w barażach kwalifikacyjnych do Mistrzostw Świata FIFA Kobiet 2023 | Nie odbył się ze względu na udział Portugalii w barażach kwalifikacyjnych do Mistrzostw Świata FIFA Kobiet 2023 | —  |

- W 2018 finał nie został rozegrany z powodu ulewnego deszczu.

## Klasyfikacja medalowa
| Miejsce | Reprezentacja     | 1. miejsca | 2. miejsca | 3. miejsca | Razem | Lata zwycięstw                                             | Lata zdobycia 2 miejsc       | Lata zdobycia 3 miejsc             |
| ------- | ----------------- | ---------- | ---------- | ---------- | ----- | ---------------------------------------------------------- | ---------------------------- | ---------------------------------- |
| 1.      | Stany Zjednoczone | 10         | 4          | 2          | 16    | 2000, 2003, 2004, 2005, 2007, 2008, 2010, 2011, 2013, 2015 | 1994, 1999, 2006, 2009       | 1998, 2012                         |
| 2.      | Norwegia          | 5          | 3          | 5          | 13    | 1994, 1996, 1997, 1998, 2019                               | 2000, 2002, 2004             | 1995, 1999, 2003, 2008, 2013       |
| 3.      | Szwecja           | 4          | 1          | 6          | 11    | 1995, 2001, 2009, 2018                                     | 1996                         | 1994, 1997, 2002, 2006, 2007, 2010 |
| 4.      | Niemcy            | 3          | 3          | 1          | 7     | 2006, 2012, 2014                                           | 2005, 2010, 2013             | 2015                               |
| 5.      | Chiny             | 2          | 2          | 3          | 7     | 1999, 2002                                                 | 1997, 2003                   | 1996, 2000, 2001                   |
| 6.      | Kanada            | 1          | 1          | 1          | 3     | 2016                                                       | 2017                         | 2019                               |
| 7.      | Hiszpania         | 1          | 0          | 0          | 1     | 2017                                                       |                              |                                    |
| 7.      | Holandia          | 1          | 0          | 0          | 1     | 2018                                                       |                              |                                    |
| 9.      | Dania             | 0          | 5          | 2          | 7     |                                                            | 1995, 1998, 2001, 2007, 2008 | 2009, 2017                         |
| 10.     | Japonia           | 0          | 2          | 1          | 3     |                                                            | 2012, 2014                   | 2011                               |
| 11.     | Francja           | 0          | 1          | 2          | 3     |                                                            | 2015                         | 2004, 2005                         |
| 11.     | Islandia          | 0          | 1          | 2          | 3     |                                                            | 2011                         | 2014, 2016                         |
| 13.     | Brazylia          | 0          | 1          | 0          | 1     |                                                            | 2016                         |                                    |
| 13.     | Polska            | 0          | 1          | 0          | 1     |                                                            | 2019                         |                                    |
| 15.     | Portugalia        | 0          | 0          | 1          | 1     |                                                            |                              | 2018                               |

## Udział reprezentacji Polski w Pucharze Algarve
W 2008 reprezentacja Polski w fazie grupowej (grupa C) przegrała wszystkie mecze, a 12 marca 2008 w spotkaniu o 11. miejsce pokonała Irlandię w rzutach karnych 6:5 (mecz zakończył się remisem 2:2).
W 2009 reprezentacja Polski w fazie grupowej (grupa C) przegrała mecze Portugalią i Walią oraz zremisowała z Austrią, co dało ostatnie miejsce w grupie C, a 11 marca 2009 w spotkaniu o 11. miejsce pokonała Walię 2:1.
W 2019 reprezentacja Polski zajęła 2 miejsce przegrywając w finale z reprezentacją Norwegii wynikiem 0:3